# Soufiane Zakaria
Soufiane Zakaria (arab. سفيان زكرياء, ur. 19 marca 1989) – marokański piłkarz, grający jako defensywny pomocnik.

## Kariera klubowa

### Początki
Zaczynał karierę w Chababie Houara, grał tam jako junior i jako senior.

### Hassania Agadir
1 lipca 2008 roku został graczem Hassanii Agadir. W sezonie 2011/2012 zagrał cztery mecze. W sezonie 2012/2013 wystąpił w 21 meczach i raz trafił do bramki. W kolejnym sezonie zagrał 11 spotkań i raz asystował. Sezon 2014/2015 zakończył z 23 meczami, bramką i dwiema asystami na koncie. W sezonie 2015/2016 zagrał 20 meczów i miał dwie asysty. Sezon 2016/2017 zakończył z 17 meczami na koncie.

### Chabab Rif Al Hoceima
23 sierpnia 2017 roku został graczem Chababu Rif Al Hoceima. W tym zespole zadebiutował 26 listopada 2017 roku w meczu przeciwko AS FAR Rabat (2:2). Na boisku pojawił się w 86. minucie, zszedł Soufian Echcharaf. Pierwszego gola strzelił 14 kwietnia 2018 roku w meczu przeciwko Renaissance Berkane (porażka 2:1). Do siatki trafił w 18. minucie. W sumie zagrał 11 spotkań i strzelił jedną bramkę.

### Kawkab Marrakesz
1 lipca 2018 roku podpisał kontrakt z Kawkabem Marrakesz. W tym zespole zadebiutował 27 sierpnia 2018 roku w meczu przeciwko FUS Rabat (1:1). Zagrał cały mecz. W sumie zagrał 19 ligowych meczów w barwach tego zespołu.
1 października 2020 roku zakończył piłkarską karierę.